# サムライウエスタン 活劇侍道
『サムライウエスタン 活劇侍道』（サムライウエスタン かつげきさむらいどう、Samurai Western）は、スパイクが2005年1月1日にPlayStation 2用に発売した「刀vs銃アクション」のゲームソフト。アクワイアが開発を手掛ける「侍道シリーズ」の番外タイトルである。アメリカでは同年6月7日、ヨーロッパでは同年6月30日発売。

## ゲーム内容
本ゲームの時代設定は19世紀。開拓、ゴールドラッシュが一段落し、大陸横断鉄道が設営されたころのアメリカ西部、荒くれ者のガンマンたちが支配する荒廃した町を舞台とする。そこへ、はるか東の島国で「サムライ」と呼ばれ、自分の兄を探すために海を渡ってきた主人公「桐生豪次郎」が現れる。プレイヤーは豪次郎を操作し、荒くれ者のガンマンたちと刀で戦い物語を進めていくという内容になっている。これまでのシリーズは「刀vs刀」だったが、本作では「刀vs銃」というテーマでもある。
シリーズ初となる要素もあり、主人公自身が成長するLvUPを採用している。また2Pで協力プレイが可能で、銃の使い手ラルフ・ノーマンを操作して主人公の援護射撃ができる。そしてゲームをノーマル以上でクリアすると、おまけとして隠しステージとサバイバルモードが出現する。
ゲーム中、特定の条件を満たすことで、プレイヤーキャラクターを変更できる。ゲーム中の音声は、イベントムービー中を除き、キャラクター本来のものになる。『侍 』（『完全版』でも可能）、『侍道2』（『決闘版』でも可能）のディスクを使用することで、これらの主人公キャラクターにすることもできる。『侍』からは青年（主人公）、女剣士（先生）、吉兆、チェルシー、ドナドナ、すず、堂島、『侍道2』からは若年（主人公）、荒武者（主人公）、団八、さよ、奈美、中村、武藤、半左衛門、かすみのほか、無名キャラクターであるチンピラ、おばさん、渡世人、虚無僧が登場する。

### 操作手順
1P（豪次郎）
□が刀の通常攻撃、×がジャンプ、○（R1）が弾き、△が物や倒れている敵もしくは2Pのラルフをつかむことができ、つかんだ物や相手の投げつけは方向キー（左スティック）と△を同時に押すとできるようになっている。
2P（ラルフ）
□が銃撃の通常攻撃、×がジャンプ、○（R1）がかわし、△がパンチ、弾薬が無くなったときにL1でリロードできる。戦闘中に2PのSTARTを押さないとあらわれないようになっている。
応用操作
□ボタンと×ボタンを同時に押すとタメ攻撃ができ、攻撃効果は刀の型や銃の種類によってかなり異なる。方向キーと○（R1）の同時押しで銃弾をかすったり、かわしたり、その状態で攻撃することもできる。また銃弾に攻撃すると撃った相手に打ち返すことも可能である。

### 達人の境地
本作では刀の硬度ゲージが存在せず、かわって「達人ゲージ」なるものが存在する。この達人ゲージは敵を斬る、銃弾を喰らうといった行為で上昇し、最大になるとゲージ外枠の左上から蒸気が吹き出て、L1ボタンで「達人の境地」が発動可能になる。発動中は移動スピードが大きく上昇し、敵の攻撃も受け付けなくなる。また、このとき雑魚敵を攻撃すると「連殺モード」になり、□ボタンをタイミングよく押していくことで雑魚敵を一撃で倒し続けることができる。ゲージは時間とともに減少し、ゼロになると終了する。

### 俺ルール
難易度NORMAL / HARDそれぞれの本来のステージクリア条件に加え、制限事項を設定できるシステムである（難易度EASYでは設定できない）。 「俺ルール」を設定してステージクリアすると、得点および経験値に倍率が掛かる。
制限事項は以下の5つ。
- ××分以内に - 決められた時間内にステージクリア。時間は変更できない。
- 倒れることなく - 一度もダウンせずにステージクリア。ダウン回避が成功すれば継続する。
- 達人にならず - 達人の境地を使用せずにステージクリア。
- 何もつかまず - つかみを使用せずにステージクリア。
- 終始達人で - 達人の境地状態でスタートし、その状態を維持したままステージクリア。

「俺ルール」は、一部（矛盾関係にある「達人にならず」と「終始達人で」）を除き、複数選択できる。最大4つのルールを設定できる。高い得点と経験値がもらえるが、ルールを破るとその場でゲームオーバーになる。「俺ルール」は、スタート直後および、ポーズ状態で確認できる。

### アイテム
戦闘中に雑魚敵を倒すとたまに落とすことがある。なかには特定の敵しか落とさないものもある。
骨付き肉
体力が回復する。小肉と大肉の2種類があり、大肉のほうが回復量が多い。
ウイスキーボトル
達人ゲージが増加する。ラルフ（2P）の場合は命中率アップの効果がある。
コイン
10枚集めると武器のレベルが1アップする。武器のレベルは最大10まで上げることができ、それ以降もコインを取り続けることで少しずつ武器がパワーアップしていく。
ブーツ
一定時間移動速度が上がる。豪次郎（1P）のみ有効。
爆薬樽
攻撃に爆発のエフェクトが付き、一定時間攻撃力が上がる。豪次郎（1P）のみ有効。
手配書
各ステージのどこかに存在するアイテム。獲得してステージクリアすると、登場キャラクターの誰かがプレイヤーキャラクターとして登場する。ただしほとんどの手配書は、難易度をHARDにしなければ出現すらしない。

## 登場人物
桐生 豪次郎（きりゅう ごうじろう）
声 - 天田真人
本作の主人公。侍の心を捨てアメリカに渡った兄を追い、海を渡った青年の侍。刀こそ最強と信じ、飛び交う銃弾をものともしない剣の達人。
愛刀「虎河豚」は映画『シックス・ストリング・サムライ』の主人公バディの刀がモデルである。
桐生 乱堂（きりゅう らんどう）
声 - 細井治
豪次郎の兄で流離いの2丁拳銃使いのガンマン。刀では銃に勝てないと悟り、侍の心を捨て渡米する。アメリカに渡ってからは「ラドー」と名乗っている。
ラルフ・ノーマン
声 - スティーヴン・ブルーム
クローディアの経営する酒場に姿を現すことが多いが土地の人間ではない。斜めにかまえた物言いをするが、本質的には義理堅い性格でもある。豪次郎の行く先々に現われ、忠告や助言を行う謎のガンマン。
ある程度ゲームを進めると2Pキャラクターとして使用可能になる。
アンネ・バレット
声 - ジェニファー・ヘイル
本作のメインヒロイン。ゴーストタウンと化した町ホープタウンで暮らす少女。町で孤児院を営んでいる。ならず者に襲われそうになったところを豪次郎に助けられ、慕うようになる。
クローディア
声 - タシア・ヴァレンザ
西部の町で、荒くれ者が集う混沌とした酒場"SALOON"をひとりで切り盛りしている。したたかで妖艶な女性。過去に事故で弟を亡くしている。豪次郎と出会い、彼の実直な人柄に徐々に心を開いていく。
ドナルド
声 - フィル・ラマール
西部の町を守るアフロヘアの保安官。正義感が強く思い込みが激しい人物。『侍』に登場するドナドナ（ドナルド・ドナテロウズ）は、このドナルドの子孫に当たる。
ジョーイ
声 - デビ・デリーベリー
アンネの孤児院で暮らす少年。アンネとは実の姉弟のように仲が良い。ならず者相手にひとりで立ち向かうサムライに憧れ、ゴールドバーグに連れて行かれた親や町の人たちをひとりで助けようと考えている。
ゴーストタウンの子供たち
声 - タシア・ヴァレンザ、ジェニファー・ヘイル、デビ・デリーベリー
ゴールドバーグに家族を連れ去られ、アンネの孤児院で暮らす子供たち。白人の少年少女と黒人の少年がほとんど。
リッパー
声 - ジェームズ・ホラン
ナイフ使いのならず者。ナイフを投げる者と、近づいて斬りつける者がいる。ステージ中の雑魚敵として登場する。
オウフ
声 - マイケル・ガウ
マスクにテンガロンハットといった強盗スタイルのガンマン。武器はリボルバー式のピストル。ステージ中の雑魚敵として登場する。
ヴァイル
声 - マイケル・ガウ
散弾銃で攻撃する中年の男。ステージ中の雑魚敵として登場する。
クールティ
声 - スティーヴン・ブルーム
サブマシンガンを持ち,ソンブレロを被ったガンマン。 メキシカン風の風貌が特徴。ステージ中の雑魚敵として登場する。
イヴ
声  - ジェニファー・ヘイル
女の狙撃者。遠くからライフル銃で狙う。ステージ中の雑魚敵として登場する。
リトルベイビィ
声 - フィル・ラマール
背中にしょった樽からダイナマイトを投げたり爆弾を転がしたりする。頭身が極端にデフォルメされた、奇抜な容姿をしている。公式ホームページ等では「もの投げくん」と呼ばれている。ステージ中の雑魚敵として登場する。
ランキー
声 - マイケル・ガウ
サル顔でホルスターにいつもバナナを入れているブーメラン使い。全キャラクター中もっとも身長が高い。ステージ中の雑魚敵として登場する。
ジェネラル
声 - ポール・エイディング
軍用のピストルを使う早撃ちガンマン。雑魚のなかではグループリーダー的存在。
ジャン・ジャック・ウィルソン
声 - ジェームズ・ホラン
ゴールドバーグの幹部の一人で、バルカン砲のような銃器の使い手。紳士的な性格だが好戦的。
キーラ、ネイサン
声 - ディー・ブラッドリー・ベイカー
炭坑の奥に作られた強制労働所の看守をしている双子の兄弟。ふたりとも身長はとても低く、トップ・ハットを被りマスクをしている。
キリール、ナサニエル
声 - ディー・ブラッドリー・ベイカー
炭坑の奥に作られた強制労働所の看守をしている双子の兄弟。キーラとネイサンの弟で（四つ子）、キャラクターモデルも完全な流用となっている。
フェイスレス
声 - クリントン・フリン
ゴールドバーグが実験開発した、新鮮な死体から作り出された改造人体兵器。人を殺すことや苦しめることを楽しむ殺人マシーンでもある。「顔なし」という意味の名前だけあって、顔の部分は口元以外、鉄仮面で隠されている。
フェイスレス《量産型》
声 - クリントン・フリン
改造人体兵器フェイスレスの量産型。顔はミイラのように包帯が巻かれ隠れている。性能より数の戦いを重点にしている雑魚キャラクター。
ハーヴィー
声 - クリントン・フリン
フェイスレスへと改造され、殺人マシーンと化した人物。量産型と同じく、顔はミイラのように包帯が巻かれているが、血涙の痕が残っている。フェイスレスと化しても自分の姉（クローディア）のことは忘れていない。
フランクリン・ゴールドバーグ
声 - ポール・エイディング
本作のラストボス。西部の町を事実上支配している死の商人。一見すると温厚な人物に見えるが、じつは大悪人で武器コレクターでもある。乱堂が海を越えてガンマンになったのにはこの人物が関係している。
カウガール
声 - ジェニファー・ヘイル
サバイバルモードに登場するカウボーイ・ハットを被った謎の少女。銃器などの飛び道具を使わずサーベル片手に戦いを挑む。カウガールは、サバイバルモードでカウガールを倒した後にスコア登録すると主人公としても使用できる。